# Sinispa
Sinispa is een geslacht van kevers uit de familie bladkevers (Chrysomelidae).
De wetenschappelijke naam van het geslacht werd in 1940 gepubliceerd door Uhmann.

## Soorten
- Sinispa tayana (Gressitt, 1939)
- Sinispa yunnana (Uhmann, 1940)